# Аплектон
Aplekton (греч. ἄπληκτον, от лат. applicatum) — византийский термин X—XIV века для обозначения укреплённой военной базы (подобно Митатону), и позже (в период правления Палеологов) — договора о расквартировании солдат.

## История
Аплектоны находились в главных районах сосредоточения войск, где сохранились склады снабжения и провинциальные армии фем должны были присоединиться к главному имперскому войску для военной кампании. Они упоминаются во времена Константина V (правил в период 741—775 гг.). Из них, лагерь Малагина в Вифинии находился недалеко от Константинополя, и упоминается в 786/787 года. Остальные базы находились в Анатолии. Василий I (пр. 867—886) упоминает крепости в Каборкине, Колонеи и Кесарии, когда войска были направлены против павликиан. Его преемник Константин VII (пр. 945—959) в своём трактате делает запись о aplekta описывая их местоположение по направлению с запада на восток: Малагина, Дорилеон, Каборкин, Колонея, Кесария и Дазимон. В других литературных источниках также упоминаются лагеря в Кепои (в устье реки Большой Мендерес) и Фигела (совр. Кушадасы), Диабасисе во Фракии, а также большие лагерные стоянки в Хебдомоне около Константинополя, и в Адрианополе.
Комнины продолжили использование этой системы, и добавили новые лагеря (не используя термин aplekta, но выполнявшие ту же роль) в следующих городах: Гоунарий в Пафлагонии, Крисополис в Вифинии, Пелагония в западной Македонии, Сердика (совр. София), Кипсела во Фракии (около реки Марица), Лопадион в западной Анатолии. Дополнительные лагеря были использованы во время походов против турок-сельджуков Мануилом I Комнином (пр. 1143—1180) в Дорилеоне и Соублейоне.

## Структура
В трактате X века De re militari говорится, что лагерь лучше всего располагать на ровной местности рядом с водой. Лагерь должен был представлять собой квадрат, пехоту следовало разместить по периметру, а конницу и обоз внутри. В центре лагеря следовало разбивать палатку для штаба. Дороги, ведущие из лагеря через укрепленные ворота, должны были разделять лагерь на квадраты с юга на север и с запада на восток.
Для укрепления лагеря военные руководства рекомендуют вырывать вокруг лагеря траншею, изнутри окруженную валом. Пехота, выстроившаяся на валу, могла закрыться щитами и вести ответный огонь.